# Плетньов Дмитро Дмитрович
Плетньов Дмитро Дмитрович (1872, с. Московський Бобрик, Лебединський район, Сумська область — 11 вересня, 1941, Орловська в'язниця, Орел, Росія) — радянський науковець і публіцист, професійний лікар, терапевт. Заслужений діяч науки РРФСР (1932). Доктор медичних (1906) і біологічних (1911) наук.

## Життєпис
Народився у дворянській сім'ї, син багатого поміщика 25 листопада (7 грудня) 1871 р., але вважають 1872 р.
Місцем народження називають маєток Яновщина у Полтавська губернія, але зустрічається також дані про с. Московський Бобрик у Харківська губернія.
У 1890 р. закінчив із золотою медаллю 1-а Харківська гімназія і вступив на медичний факультет Харківський університет, звідки у 1892 р. перевівся на медичний факультет Московський університет і зі ступенем лікаря з відзнакою і званням повітовий лікар закінчив навчання у 1895 р.
Зарахований позаштатним ординатором Ново-Катеринінська лікарня (1896); працював під керівництвом О. А. Остроумова, К. М. Павлінова, В. Д. Шервінського, Л. Е. Голубініна та А. Б. Фохта. З 1900 р. працював асистентом медичного факультета.
У листопаді 1906 р. захистив дисертацію «Экспериментальные исследования по вопросу о происхождении аритмии» на ступінь доктора медицини та був вибраний приват-доцентом Московський університет. До 1908 р. вдосконалював освіту за кордоном у клініках і лабораторіях.
У 1911 р. у складі групи професорів звільнився з університета в знак протесту проти дій міністра народної просвіти Л. А. Кассо, який видав ряд циркулярів, які фактично знищували університетську автономію. Після звільнення став професором Московські вищі жіночі курси. Вступив до Конституційно-демократична партія.

## Після 1917 року
У березні 1917 р. повернувся в Московский університет на посаду професора і директора факультетської терапевтичної клініки. Пізніше став директором госпітальної терапевтичної клініки 1-го МДУ.
| Текст вилучений зі статті через підозру в порушенні авторських прав |
| --- |
| Текст, що раніше перебував на цій сторінці, запідозрено в порушенні авторських прав на текст із таких джерел: http://medbook.sumy.ua/images/file/pletnov.pdf Дата, коли було знайдено порушення: 14 травня 2021. Тому, хто повісив цей шаблон: На сторінку обговорення користувача, який розмістив цю статтю, варто додати повідомлення {{subst:nothanks cv\|Плетньов Дмитро Дмитрович\|url=http://medbook.sumy.ua/images/file/pletnov.pdf. |
| До уваги користувача, який розмістив цю статтю Не редагуйте статтю зараз, навіть якщо ви збираєтеся її переписати. Дотримуйтесь вказівок нижче. - Якщо власник авторських прав на зазначений вище матеріал дозволяє використовувати його на умовах GNU FDL без незмінюваних секцій та Creative Commons із зазначенням автора / розповсюдження на тих самих умовах, будь ласка, сповістіть про це на сторінці обговорення цієї статті. - Якщо правовласником є ви, додайте на зазначеному вище ресурсі примітку: «Матеріали дозволено використовувати на умовах GNU FDL без незмінюваних секцій та Creative Commons із зазначенням автора / розповсюдження на тих самих умовах». - Якщо дозволу на використання цього матеріалу немає, будь ласка, зробіть одне з двох: 1. Напишіть хоча б гарний накид статті на цій підсторінці. Зверніть увагу: не треба копіювати текст, що порушує авторські права, на зазначену підсторінку й редагувати його. Якщо ви взялися за написання нової статті, не забудьте сповістити про це на сторінці обговорення. 2. Залиште все як є, і тоді статтю буде вилучено. У випадку, якщо новий текст написано не буде, цю статтю буде вилучено через тиждень після появи цього попередження (детальніше див. документацію шаблону). Вихідний текст цієї статті з можливим порушенням копірайту можна знайти в історії змін. Зверніть увагу, що розміщення у Вікіпедії матеріалів, автор яких не надав явного дозволу на їхнє використання відповідно до ліцензії GNU FDL без незмінюваних секцій та Creative Commons із зазначенням автора / розповсюдження на тих самих умовах, може бути порушенням законів про авторське право. Користувачів, які додають до Вікіпедії такі матеріали, може бути тимчасово позбавлено права редагувати статті. Попри все, ми завжди раді вашим оригінальним статтям. Дякуємо. Цю сторінку внесено до категорії Вікіпедія:Можливе порушення авторських прав. |

Орган, що засудив: Верховний Суд СРСР 2 березня1938 р. за участь у правотроцькістському блоці засуджений до позбавлення волі на 25 років та обмеження політичних прав на 5 років..
11 вересня 1941 р. - розстріляний у зв’язку з наближенням фронту за окремим списком НКВС в Орловській в’язниці (Росія).

## Реабілітація
Звинувачений по гучній справі «антирадянського троцькістського блока» у 1938 р. як один з «садистів у білих халатах», був реабілітований одним з останніх. Повернути йому чесне ім'я взялися його дуже далекі родичі та його прихильники. У1985 р. Верховний Суд СРСР припинив кримінальне провадження Дмитра Дмитровича Плетньова і повністю реабілітував його (5.4.1985).

## Наукові праці
- «Сыпной тиф» (1921)
- «Русские терапевтические школы. Захарьин, Боткин, Остроумов — основоположители русской клинической медицины» (1923)
- «Рентгенодиагностика органов дыхания, кровообращения и пищеварения» (1926)
- «Рентгенология» (співавт., 1926)